# 이기범 (1970년)
이기범(1970년 8월 8일 ~ )은 대한민국의 전 축구 선수 및 현 지도자이다. 현역 시절 포지션은 미드필더였다.

## 생애

### 선수 경력
1993년 천안 일화에 입단하며 프로무대에 입문하였고, 2000년까지 총 118경기에 출장하며 활약하였으며, 1999년 울산 현대로 이적했다가, 1년만에 수원 삼성으로 이적해 1년을 소속된 뒤 은퇴하였다.

### 지도자 경력
2005년 자신의 모교인 협성중학교의 감독으로 부임하였으며, 2007년부터 2012년까지는 K3리그 대구 한국파워트레인의 감독직을 겸임하였으며, 이후 김호가 총감독으로 있는 신갈고등학교 감독으로 활동하였다.

2017년 11월 1일 대전 시티즌의 11대 감독으로 선임되었으나, 팬들의 반발을 샀으며, 이후 김호 대표 이사는 이기범은 대전의 2군팀이나 유소년 팀 감독이 될 것이라며 이기범 감독 부임설을 일축하였고, 11월 24일 고종수 감독이 새로 선임되면서 이기범의 대전 감독직 부임은 최종 결렬되었고, 팀의 2군 감독으로 부임하였다.
이후 자신의 둘째 아들이 팀의 선수로 입단하면서 논란이 일었다.

## 기타
첫째 아들인 이안은 풋살 선수이며, 2018년 AFC 풋살 챔피언쉽 국가대표로 선발되기도 하였다.
둘째 아들 이지호도 축구 선수이며, 대전 시티즌에서 활동하기도 하였다.
셋째 아들 이해웅은 축구선수이며, 2017년 대구 FC에 입단하였다.